# Proteuxoa paragypsa
Espèce
Proteuxoa paragypsa est une espèce de lépidoptères nocturnes de la famille des Noctuidae.
On la trouve en Australie, y compris en Tasmanie.